# Seething Lane
Koordinaten: 51° 30′ 38″ N, 0° 4′ 45″ W

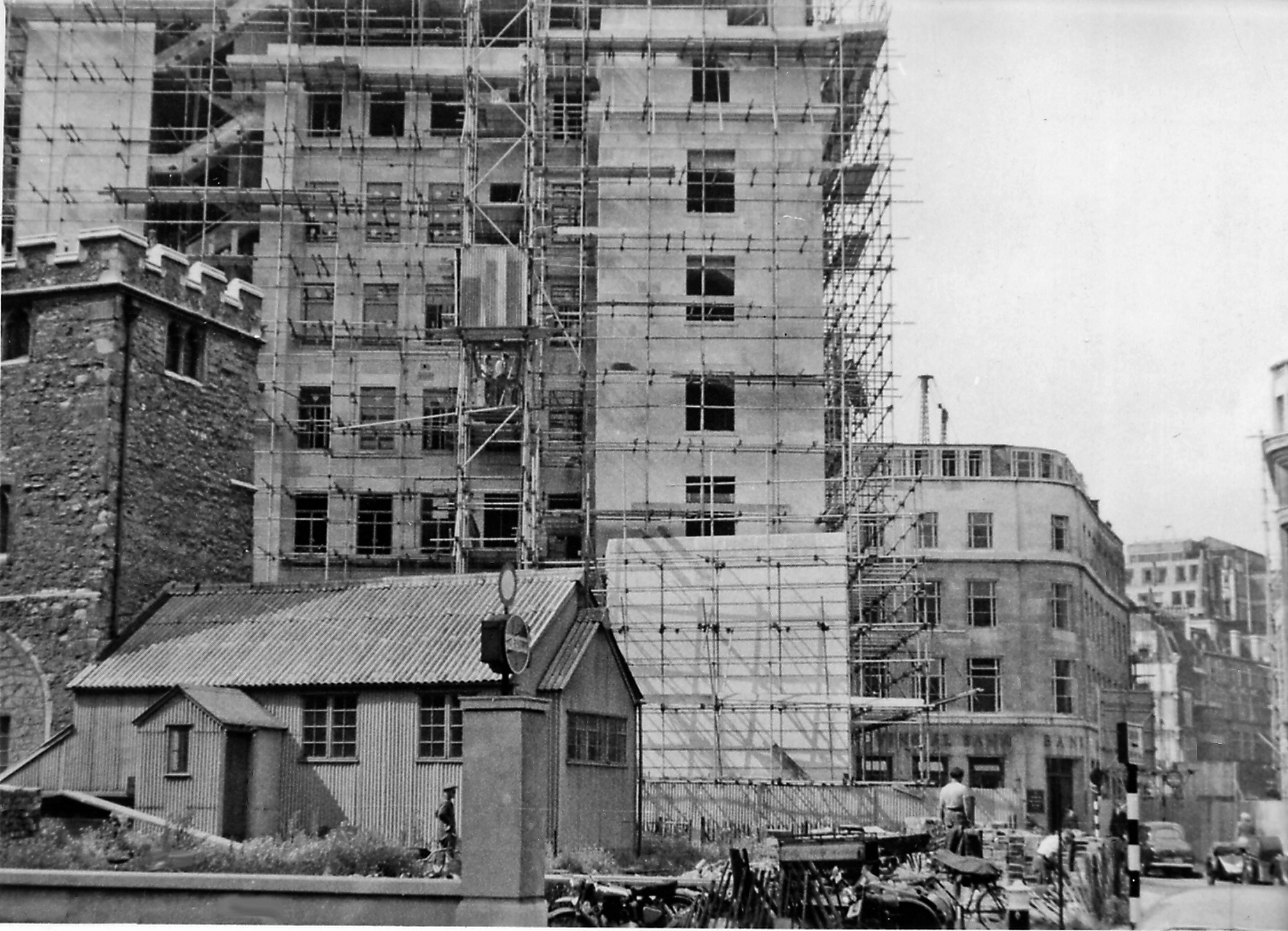
Seething Lane (1955)

Seething Lane ist eine enge Straße in der Tower Ward im Südosten der City of London. Seething ist ein altenglisches Wort für Spreu. Die enge Straße hat ihren Namen von dem Korn, das einst durch das nahegelegene Stadttor aus den Tower Hamlets nach London kam und hier gedroschen wurde.

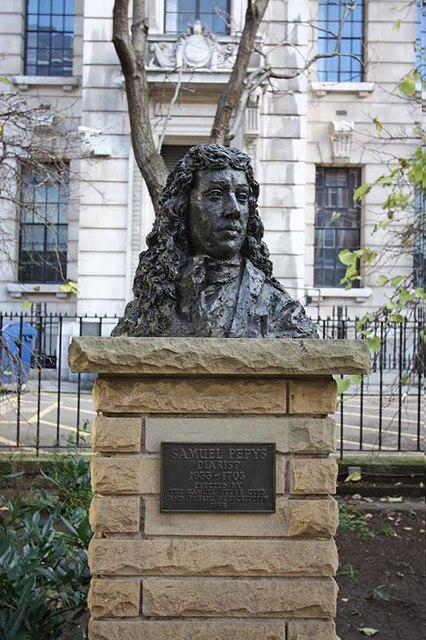
Denkmal für Samuel Pepys in der Seething Lane Garden, von Karin Jonzen, 1983, Grünfläche zwischen der Seething Lane und dem 10 Trinity Square.

Seething Lane gehört zu den wenigen Straßen der City, die teilweise vom Großen Brand von London verschont wurden. Die beste zeitgenössische Schilderung dieser Feuersbrunst stammt von einem der bekanntesten Bewohner der Straße, dem Marinestaatssekretär und Tagebuchautor Samuel Pepys, dessen Denkmal sich heute dort befindet. Neben dem Marineamt standen in der Seething Lane die Häuser vieler Londoner Honoratioren. Bis heute finden sich dort zwei denkmalgeschützte Bauten: St Olave Hart Street, eine der wenigen erhaltenen mittelalterlichen Kirchen Londons, und das Gebäude der Corn Exchange Chambers.
Zu den bekannten Bewohnern von Seething Lane gehörten Francis Walsingham, Ratgeber und Vertrauter von Königin Elisabeth I., der Baron Howard of Effingham und Robert Devereux, 2. Earl of Essex.
Am vormaligen Südende der Seething Lane, gegenüber von All Hallows-by-the-Tower Standort, war das Haus des John Alleyn († 1544) 1525 und 1535 Lord Mayor of London, in diesem Haus wurde 1555 die die erste Aktiengesellschaft die Muscovy Company gegründet. Nach ihr ist die benachbarte Muscovy Street benannt.